# Мистер Бёртон
«Мистер Бёртон» (англ. Mr Burton) — будущая биографическая драма о ранних годах жизни валлийского актёра Ричарда Бёртона режиссёра Марка Эванса с Тоби Джонсом и Лесли Мэнвилл в главных ролях.
Премьера запланирована на 2025 год.

## Сюжет
Сюжет фильма расскажет подлинную историю отношений между валлийским школьным учителем Филипом Бёртоном и его учеником по имени Ричард Дженкинс. Ричард мечтал стать актёром, но его амбиции оказались под угрозой срыва из-за семейных проблем, войны и отсутствия дисциплины. Мистер Бёртон распознал в своём ученике нераскрытый талант и решил бороться за него, став его строгим наставником и, в конце концов, приёмным отцом.

## В ролях
- Гарри Лоути — Ричард Дженкинс
- Тоби Джонс — мистер Бёртон
- Лесли Мэнвилл — Ма Смит
- Эйми-Фион Эдвардс — Сис
- Анейрин Барнард — Элфед

## Производство
О начале работы над фильмом стало известно в феврале 2024 года, режиссёром стал Марк Эванс, авторами сценария — Том Буллоу и Джош Хайамс. Эд Тальфан и Ханна Томас стали продюсерами через кинокомпанию Severn Screen, а Джош Хайамс — продюсером Promise Pictures. Производством фильма также занимаются BBC Wales и Ffilm Cymru Wales в партнерстве с Creative Wales.
В мае 2024 года Гарри Лоути получил роль молодого Ричарда Дженкинса. Тоби Джонс сыграл роль мистера Бёртона, школьного учителя, оказавшего глубокое влияние на жизнь юного ученика Ричарда Дженкинса, который впоследствии стал известен как актёр Ричард Бёртон. Лесли Мэнвилл исполнит роль домохозяйки мистера Бёртона, а Эйми-Фион Эдвардс и Анейрин Барнард — сестру и шурина молодого Дженкинса.
Съёмки начались в июле 2024 года. Премьера запланирована на 2025 год, в честь столетия со дня рождения Ричарда Бёртона.